# Phaeochrous hainanensis
Phaeochrous hainanensis là một loài bọ cánh cứng trong họ Hybosoridae. Loài này được Zhang-Youwei miêu tả khoa học năm 1990.